# Henry Tattam
Henry Tattam (* 28. Dezember 1788; † 8. Januar 1868 in Stanford Rivers, Essex) war ein englischer Koptologe und Priester der Church of England.

## Leben
Tattam wurde mit 34 Jahren Rektor der anglikanischen Kirche von St. Cuthbert in Bedford und von 1831 auch von Great Woolstone in Buckinghamshire. Beide Ämter führte er bis 1849 aus. In Bedford übernahm er 1845 noch das Archidiakonat bis 1866. Weitere Ämter waren der Rektor von Stanford Rivers in Essex (ab 1849) und die Funktion des Chaplain-in-Ordinary to the Queen von 1853 an.
Tattam war der Autor mehrerer theologischer und philosophischer Werke, sowie Übersetzer koptischer Texte. 1835 wählte man ihn zum Mitglied der Royal Society. Tattam erhielt mehrere Ehrendoktorwürden verschiedener Universitäten, so vom Trinity College Dublin, von der Universität Göttingen und der Universität Leiden.

## Werke (Auswahl)
- Evangelia coptice arabice, London 1829
- Lexicon Aegyptiaco-Latinum
- 1835 A Coptic-Latin Lexicon
- The Ancient Coptic Version of the Book of Job the Just (1846)